# Свети Николай (Жервохор)
„Свети Николай“ (на гръцки: Αγίου Νικολάου) е църква в Република Гърция, в берското село Жервохор (Палео Зервохори). Църквата е под управлението на Берската, Негушка и Камбанийска епархия.
Църквата е гробищен храм, разположен в североизточния край на селото. Възобновена е в 1843 година и изписана с ценни възрожденски стенописи в същата година от видните майстори от Селица Георгиос Мануил и сина му Мануил Георгиу, според надписа над трегера на южния вход в женската църква:
| „ | ἈΝΗΓÉΡΘΗ Καĺ ἈΝΙΣΤΟΡĺΘΗ Ὁ ΘΕĺΟS ῏ΟΥΤΟS Καĺ ΠÁΝΣΕΠΤΟS ΝΑÓS, ΤΟỸ ἘΝ ἉΓĺΟΙS ΠΑΤΡÓS ἩΜΩ῀Ν ΝΙΚΟΛάου: ἘΠΙΣΚÓΠΟΥ ΜÝΡΩΝ ΤΗ῀S ΛΥΚĺΑS ΤΟỸ ΘΑΥΜΑΤΟΥΡΓΟỸ. ἈΡΧΙΕΡΑΤΕÝΟΝΤΟS Μέν, ΤΟỸ ΠΑΝΙΕΡωΤÁΤΟΥ ἉΓĺΟΥ ΒΕ᾿ΡῬΟĺΑS ΚΥ ΚΥ ΔΙΟΝΥΣĺΟΥ. ἘΠΙΤΡΟΠΕÝΟΝΤΟS δέ, ΤΟỸ ΤΙΜΙΩΤάΤΟΥ, ΚΥ ΧΡΉΣΤΟΥ ΤÓΤΖΚΟΥ καί ἘΦΙΜΕΡΕÝΟΝΤΟS ΤΟỸ ΑỈΔΕΣΙΜΩΤάΤΟΥ ΠΑΠĂ ΓΕΩΡΓĺΟΥ Ἐκ ΤΗ῀S ΑỶΤΗ῀S ΧώΡας, Συν: δρομή καί Δαπάνη τῶν ἐνταῦθα χριστιανῶν εἰς μνημόσυνόν των: – 1843: ὀκτωβρίου: 2: Ἱστορίθη διά χειρός Γεωργίου καί υἱοῦ αὐτοῦ Μανουήλ ἐκ Σελίτσης. | “ |

Надписът е с високо калиграфско качество, има сложна граматика, смесени малки и главни букви и употреба на пълни титли.
В 1969 година църквата е обявена за паметник на културата.